# Hoành Vĩ
Hoành Vĩ (chữ Hán giản thể: 宏伟区, âm Hán Việt: Hoành Vĩ khu) là một quận của địa cấp thị Liêu Dương, tỉnh Liêu Ninh, Cộng hòa Nhân dân Trung Hoa. Quận Hoành Vĩ có diện tích 59 km², dân số 110.000 người. Mã số bưu chính của Thiết Đông là 111003. Chính quyền nhân dân quận đóng ở số 9, đường Kiện Khang. Về mặt hành chính, quận Hoành Vĩ được chia ra thành 4 nhai đạo biện sự xứ, 1 trấn. Các đơn vị này lại được chia thành 20 uỷ ban xã khu cư, 11 ủy ban thôn.
- Nhai đạo biện sự xứ: Trường Chinh, Tân Thôn, Công Nông, Quang Hoa.
- Trấn: Thự Quang.